# Czerńsko (Równina Goleniowska)
Czerńsko (także Niewiadowo, Jezioro Niewiadowskie) – jezioro polodowcowe na Równinie Goleniowskiej, położone w woj. zachodniopomorskim, w gminie Goleniów o powierzchni 6,5 ha w środku Puszczy Goleniowskiej na zachód od miejscowości Niewiadowo, nieopodal linii kolejowej łączącej Szczecin ze Świnoujściem.
Zwierciadło wody położone jest na wysokości 29,8 m n.p.m..